# Yōko Shimada
Yōko Shimada (島田陽子?, Shimada Yōko; Kumamoto, 17 maggio 1953 – Tokyo, 25 luglio 2022) è stata un'attrice giapponese, conosciuta al pubblico occidentale in particolar modo per aver interpretato il ruolo di Mariko (Lady Toda Buntaro) nella miniserie televisiva statunitense del 1980 Shōgun, con Richard Chamberlain e Toshirō Mifune.

## Biografia
Divenuta famosa in Giappone durante gli anni settanta come attrice e cantante, Yōko Shimada viene scelta per la parte di Mariko nella miniserie televisiva Shōgun. Unico esponente femminile del massiccio cast giapponese della serie parlante inglese, la Shimada si è dovuta affidare a un insegnante privato nell'imparare le parti di dialogo, poiché al tempo non parlava fluentemente in inglese. Lo sforzo le è comunque valso un Golden Globe come miglior attrice in una serie drammatica e una candidatura all'Emmy nella stessa categoria. Inoltre ciò le ha permesso di migliorare la sua conoscenza della lingua, tanto da favorire la sua scelta in cast di diverse produzioni internazionali tra gli anni ottanta e novanta.
Alla fine degli anni ottanta viene travolta da uno scandalo, quando i tabloid giapponesi scoprono la sua relazione con il cantante Yūya Uchida. Uchida e la Shimada tentano di porre fine allo scandalo sposandosi, ma la moglie di Uchida, l'attrice Keiko Nakatani, in arte Kirin Kiki, rifiuta di divorziare dal marito (vi rimarrà unita, infatti, fino alla propria morte). Allo scandalo si aggiungono gravi problemi finanziari che la portano a cercare di mettervi riparo pubblicando nel 1992 un libro di fotografie erotiche intitolato Kir Royal, con foto scattate da Tadashi Endo. che ottiene un buon successo vendendo oltre mezzo milione di copie in dieci anni, cui hanno fatto seguito i libri Yohko e Quatre.
Nel 1995 ottiene un certo eco internazionale la sua partecipazione al film Crying Freeman, diretto da Christophe Gans, in cui recita anche in una scena di nudo. Nonostante il successo dei suoi libri fotografici, nel 2010, all'età di 57 anni, la Shimada annuncia di entrare nell'industria del porno giapponese, esordendo nel 2011 nei due film direct-to-video Secret Affair, conosciuto anche come Yoko Shimada – Assignation, e Mikkai, entrambi per la casa di produzione Muteki, realizzando anche dei servizi fotografici di nudo per promuovere i film. Yōko Shimada muore a causa di un cancro al colon all'età di 69 anni.

## Vita privata
Nel 1996 Yōko Shimada sposa un uomo più giovane, dal quale tuttavia divorzia nel 2019.

## Filmografia parziale

### Cinema
- Kamen Rider (1971)
- Hajimete no tabi (1972)
- Castle of Sand (1974)
- Wagahai wa neko de aru (1975)
- Torakku yarô: Hôkyô ichiban hoshi (1976)
- Inugamike no ichizoku (1976)
- Hakuchyu no shikaku (1979)
- Ôgon no inu (1979)
- Shōgun - Il signore della guerra (Shōgun), regia di Jerry London (1980)
- Ritoru champion (1981)
- Hanazono no meikyu (1988)
- The Hunted (1995)
- Crying Freeman, regia di Christophe Gans (1995)
- Yingxiong Zheng Chengong (2000)
- Shinku (2005)

### Televisione
- Kamen Raidâ (1971)
- Shiroi Kyoto (1978)
- Shōgun, regia di Jerry London - miniserie TV, 5 episodi (1980)
- Kyukei no koya - film TV (1981)
- Sanga moyu (1984)
- Oka no ue no himawari (1993)

## Discografia parziale

### Raccolte
- 2006 - 魅惑のムード 秘宝館

### Singoli
- 1972 - 愛のナレーション
- 1973 - 勇気をだして

## Libri fotografici
- Tadashi Endo, Kir Royal, 1992.
- Yohko.
- Quatre.

## Riconoscimenti
- Golden Globe
  - 1981 – Miglior attrice in una serie drammatica per Shōgun
- Premio Emmy
  - 1981 – Candidatura come Outstanding Lead Actress in a Limited Series or a Special per Shōgun